# ストーリー・オブ・ボ・ディドリー (曲)
「ストーリー・オブ・ボ・ディドリー」(The Story of Bo Diddley)は、ロックバンド、アニマルズ(The Animals)が1964年に発表した楽曲。著作者のクレジットは作曲 ボ・ディドリー、作詞 エリック・バードンとなっている。
録音は1964年7月31日にロンドンのディレイン・リー・スタジオ(DeLane Lea Studio)で行われ、同年10月に英国で発売されたファースト・アルバム「THE ANIMALS」に収録され、後にシングルカットされた。

## 概要
アメリカのロックン・ローラー、ボ・ディドリーの1955年のデビューヒット曲「Bo Diddley」を下敷きにしたいわゆる｢ボ・ディドリー・ビート(ジャングル・ビート)」に乗せて、ボ・ディドリーの生い立ちから、彼が名声を得た後、英国公演を行うまでの物語を、ロックミュージックの時代的な背景を交えながら、リードボーカルのエリック・バードンがトーキングスタイルで唄っている。また、曲中では、ジョニー・オーティス、ボビー・ヴィー、ビートルズ、ローリング・ストーンズのヒット曲の一節が引用されている。また、終盤でフェード・アウトする部分では、曲調がボ・ディドリーの別の作品「HEY！ BO DIDDLEY」に変化している。

## 引用されている楽曲
- Johny Otis ｢Crazy Country Hop」

ボ・ディドリーのジャングル・ビートを取り入れた白人ミュージシャンの楽曲として引用
- ボビー・ヴィー ｢サヨナラ・ベイビー」

ロックンロールの人気が衰えた頃にヒットしたティーン・ポップの楽曲として引用
- ビートルズ ｢A Hard Day's Night｣、ローリング・ストーンズ　｢I Wanna Be Your Man｣

60年代に入りアメリカのロックンロールの影響を受けたバンドが、英国リバプールやロンドンから出現したことに関連して引用

## 楽曲の構成
ジョン・スティールのドラムスは、ボ・ディドリーのオリジナルバージョンに忠実であるが、ボ・ディドリーのギターパートはギタリストのヒルトン・ヴァレンタインが控えめに奏でているが、リード楽器はアラン・プライスのオルガンが担っている。ベーシストのチャス・チャンドラーは、オリジナルバージョンのジャングル・ビートの特徴的なパターンではなくジャズ的なウォーキング・ベースを弾いている。
アニマルズが1963年に録音したライブバージョンでの演奏スタイルはストーリー・オブ・ボ・ディドリーとほぼ同じであるが、ベース・パターンがよりオリジナルバージョンに近く、ギターも音量が大きい。また、歌はエリック・バードンが独自の歌詞とメロディーラインをシャウトしており、バック・コーラスは「HEY BODIDDLEY」のパターンが用いられている。

## その他
ジ・アニマルズに影響を受けた日本のロックバンド、ザ・モップスの解散記念アルバム「EXIT」(1974年)に収録されている「モップス・ヒストリー」は、ストーリー・オブ・ボ・ディドリーのフォーマットを踏襲しており、ボーカルの鈴木ヒロミツの語りの部分になると伴奏がボ・ディドリー調になる。